# HR 4126
Désignations
HR 4126, également désignée HD 91190, est une étoile binaire suspectée de la constellation boréale du Dragon. Elle est visible à l'œil nu avec une magnitude apparente de 4,84. L'étoile présente une parallaxe annuelle de 13,05 mas mesurée par le satellite Gaia, ce qui permet d'en déduire qu'elle est distante d'environ ∼ 250 a.l. (∼ 76,6 pc) de la Terre. Elle s'éloigne actuellement du Système solaire à une vitesse radiale de +16,4 km/s. Elle s'en était rapprochée jusqu'à une distance minimale d'environ 51,12 pc (∼167 al) il y a 2,4 millions d'années.
HR 4126 a été identifiée comme une possible binaire astrométrique et comme une possible binaire spectroscopique. Sa composante visible est une étoile géante jaune de type spectral G8 III-IIIb. Elle est âgée d'environ deux milliards d'années et elle est 2,39 fois plus massive que le Soleil. Elle est 69 fois plus lumineuse que le Soleil et sa température de surface est de 4 965 K.